# 奈半利站
奈半利站（日语：／ Nahari eki */?）是位於高知縣安藝郡奈半利町乙4779番3號，土佐黑潮鐵道的後免·奈半利線車站。車站編號為GN21。為現時後免·奈半利線的最東總站。
在後免·奈半利線建成前、日本國鐵阿佐線的計劃中，本站會一直向東南方延伸、經室戶市後再沿海岸線到達現時阿佐海岸鐵道的甲浦站，並一直駁至牟岐站為止。
本站除了是奈半利町的中心車站外，也是接駁至北川村及室戶市的玄關口。其中北川村的情況與宿毛線上的平田站相同，因為村中心地區離奈半利車站不算太遠，沿國道493號的繞道約15分鐘便可到達，所以本站成為了他們重要的公共交通手段，同時間室戶市也因着沒有鐵路到達的關係，本站也成為了連接外界的亟需要途經。

## 車站構造
車站是一座高架車站，此站沒有列車夜間停泊。當初此站計劃再延伸至室戶、甲浦方向，但是在開始動工時改變計劃，使此站不會延伸至上述方向。
此站是由安藝站管理的直營車站。設有售票櫃臺（早上10時至下午4時）和自動售票機。
列車停靠此站的時間較短，但是晚間設有列車停靠40分鐘至1小時。
檢票口和月台位於3樓，在通過檢票口後便進入了月台範圍。3樓設有樓梯和升降機。在1樓設有物產館「無花果」，為港綠州奈半利設施（奈半利港一帶的港綠州）之一，在該處會售賣後免·奈半利線的商品。在2樓為町民畫廊。在3樓靠海一方設有瞭望台和意大利餐廳。

### 月台
設有1面1線的單式月台。有效長度為45米，有效長度為2輛。因不能交會，亦沒有多餘的後續緩衝路段，列車到達後需要在原月台折返，也沒有列車會在本站過夜。但過往JR四國直通的觀光列車，因回程時間在已編排的普通列車之後，便會在本站落客後，先駛回至田野站稍作停泊，當相關列車到達及開出後，再駛回至本站上客。
| 路線           | 方向                                  |
| -------------- | ------------------------------------- |
| ■後免·奈半利線 | 安藝、後免、經■JR土讚線直通至高知方向 |

### 吉祥物
是一位名為身穿鐵道公司職員服的女站員「奈半利子」（なは りこちゃん），並與位於後免站的「後免驛雄君」匹配，但是帽子卻標記上「NAHARI」。
該吉祥物設置於車站西邊的道路上。

## 歷史
- 2002年7月1日：車站啟用。

## 使用人數
由於奈半利町並沒有獨立的統計書，其網頁也沒有轉載有關運輸交通的資料。
而根據國土交通省「國土數值情報」數據，本站是撇除與JR四國共用的車站後，日均使用人數排名第5的車站。以下1日平均上下車人次：
| 乘降人員推算 | 乘降人員推算     |
| 年度         | 1日平均 乘降人次 |
| ------------ | ---------------- |
| 2011         | 358              |
| 2012         | 359              |
| 2013         | 339              |
| 2014         | 317              |
| 2015         | 354              |
| 2016         | 366              |
| 2017         | 366              |
| 2018         | 200              |
| 2019         | 322              |
| 2020         | 254              |
| 2021         | 271              |
| 2022         | 303              |

## 奈半利町內、北川村及室戶市的觀光
- 奈半利町內：舊野根山街道史蹟（日语：野根山街道）、傳統的建築物群、二重柿、珊瑚（乘坐玻璃底船（日语：グラスボート））
- 北川村方向：莫內庭園、中岡慎太郎館、北川溫泉（日语：北川温泉 (高知県)）

- 可以利用北川村村營巴士　（各路線每日設有數班，部分區間按需求行走。星期日暫停服務）前往莫內庭園、野友、柏木（中岡慎太郎館）、小島（北川溫泉）、島、久江之上、久木方向等
- 亦可到田野町田野親睦中心方向

- 室戶市：

- 利用高知東部交通經室戶岬前往室戶世界地質公園中心（於室戶世界地質公園中心轉乘巴士前往甲浦方向）（阿佐線未建成區間） （基本上每小時1班）
- 也可以接駁回安藝站、安藝營業所方向（基本上每小時1班）

## 其他
VAP於2003年發售了包含後免·奈半利線紀念歌曲的專輯。在專輯中包含了關於奈半利站的歌曲「RunRun伊半利」（歌：柳瀨嵩、大和田律子、岡崎裕美）。這首歌曲由柳瀨嵩作詞、作曲，也設計了上節提及的吉祥物（以名義作曲）。

## 相鄰車站
■後免·奈半利線
■快速A、■快速B、■普通
田野（GN22）－奈半利（GN21）

## 外部連結
- 土佐黑潮鐵道奈半利站
- GotoGotoWeb奈半利站介紹
- 港綠州奈半利 （页面存档备份，存于）（日語） - 四國地方整備局